# Carnegie könyvtár
A Carnegie könyvtárak azon könyvtárak, amelyek az amerikai Andrew Carnegie iparmágnás és filantróp anyagi támogatásával létesültek a Föld számos pontján. 1883 és 1929 között 2509 Carnegie könyvtár létesült, köztük megtalálhatóak közkönyvtárak és egyetemi könyvtárak egyaránt. Ebből 660 az Egyesült Királyságban és Írországban, 125 Kanadában, és továbbiak Ausztrália, Új-Zéland, Szerbia, a Karib-térség, Mauritius és a Fidzsi-szigetek területén. Amikor az utolsó adományozás is megtörtént 1919-ben, 3500 könyvtár épült az Amerikai Egyesült Államokban, ezeknek közel fele (1689) a Carnegie által fizetett építkezési támogatásból.

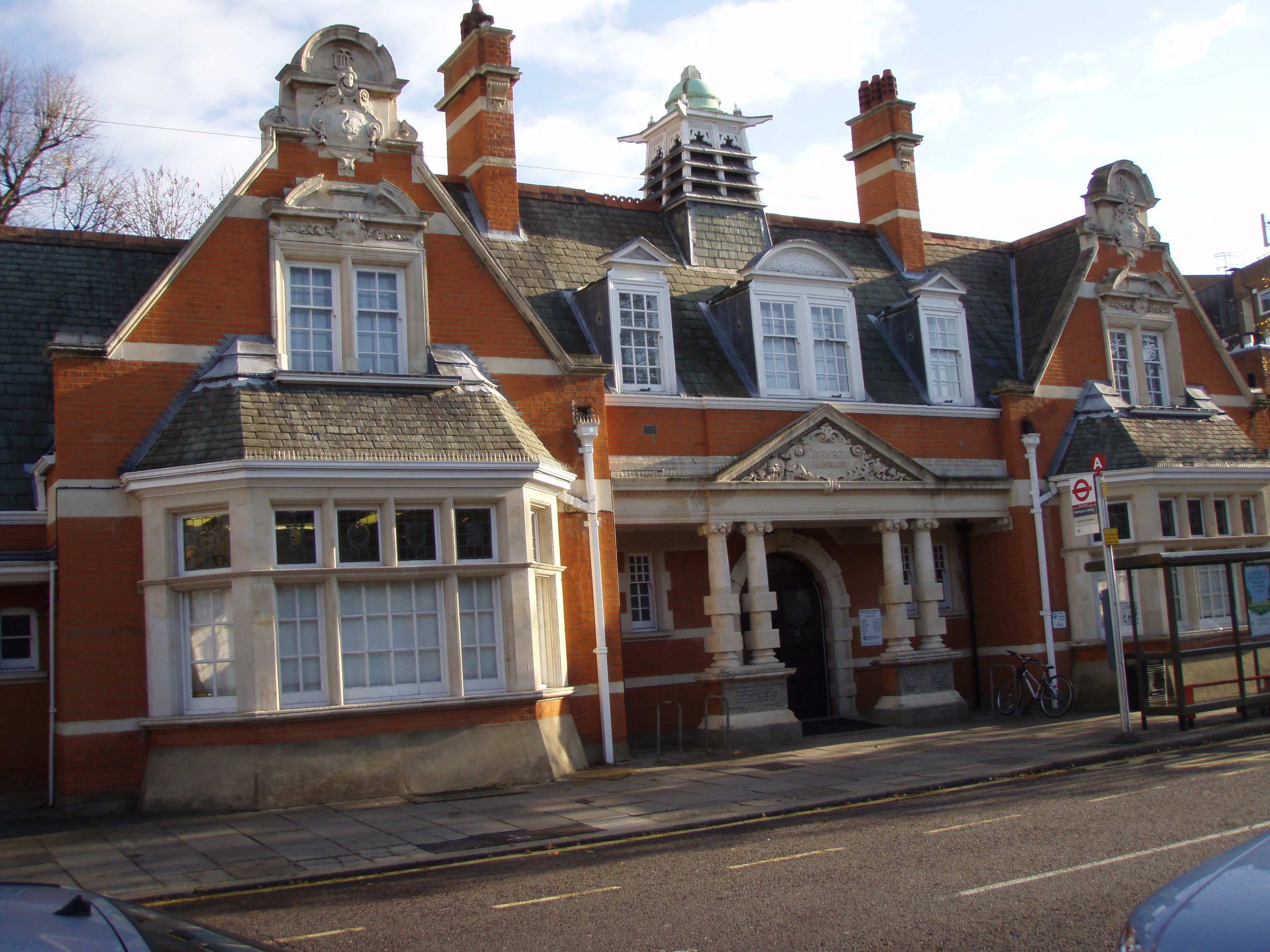
Carnegie könyvtár, Teddington

Úgy láttam, nem is lehetne a pénzt … hasznosabban felhasználni, … mint, hogy közkönyvtárat alapítok egy településen.

## Háttér
A 19. század végén a gyorsan növekvő városi lakosság megkövetelte számos olyan szolgáltatás, mint a jobb közlekedés, csatornázás, és az iskolák fejlesztését. A legtöbb polgár számára azonban a könyvvásárlás és a könyvtárépítés a pénzhiány miatt alacsonyabb prioritást élvezett. Ez volt az a pont, amikor Andrew Carnegie a nagylelkűségével gyorsított az amerikai könyvtárak fejlődésén.

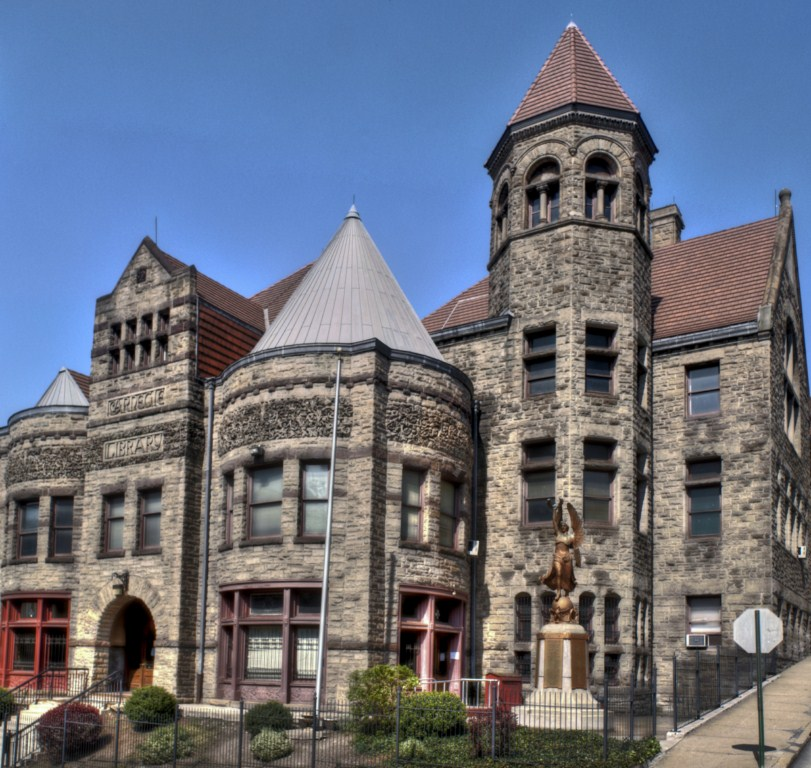
Carnegie könyvtár Braddock-ban

Andrew Carnegie filantróp motivációjának kialakulásához nagyban hozzájárult, hogy szülővárosában, Dunfermlinben, apja egyike volt azon „úttörőknek”, akik megnyitották magánkönyvtárukat azok számára, akik túl szegények voltak ahhoz, hogy saját könyvük lehessen. Amikor Carnegie 13 évesen az Allegheny-ben a helyi távírócégnél dolgozott, munkástársaival együtt engedélyt kapott arra, hogy minden szombaton James Anderson ezredes 400 kötetes magánkönyvtárából kölcsönözzön. Később a Nyugat-Pennsylvania Első Közkönyvtár Alapítójának, James Andersonnak Allegheny-ben a könyvtár előtt emlékművet állított.
Carnegie-nak két fő oka is volt arra, hogy pénzadománnyal támogassa a könyvtárak alapítását. Először is, hitte, hogy a könyvtárak hozzájárulnak Amerika meritokratikus jellegéhez. (Bárki, akiben megvolt a megfelelő indíttatás és vágy, képezhette magát.) Másodszor, Carnegie hitte, hogy a bevándorlóknak (mint ő maga) az Amerikában szükséges kulturális javak megszerzését a könyvtár intézménye teszi leginkább elérhetővé.

## A Carnegie könyvtárak építése
Az első Carnegie nyilvános könyvtár szülővárosában (Dunfermline, Skócia) nyílt meg 1883-ban. Kezdetben Carnegie a támogatását csak néhány olyan városra korlátozta, ahol voltak érdekeltségei. Így az első amerikai könyvtára is Braddock-ban, Pennsylvania-ban, épült 1889-ben, ahol egyik acélgyára is működött. Kezdeményezését később kiterjesztette szerte az államokban, az 1890-es években a könyvtárak 75-80 százaléka épült alapítványi finanszírozásából. Támogatta a külön könyvtárak létrehozását az afro-amerikai lakosságnak, például Houstonban a Carnegie könyvtár felépítését színesbőrűek számára.

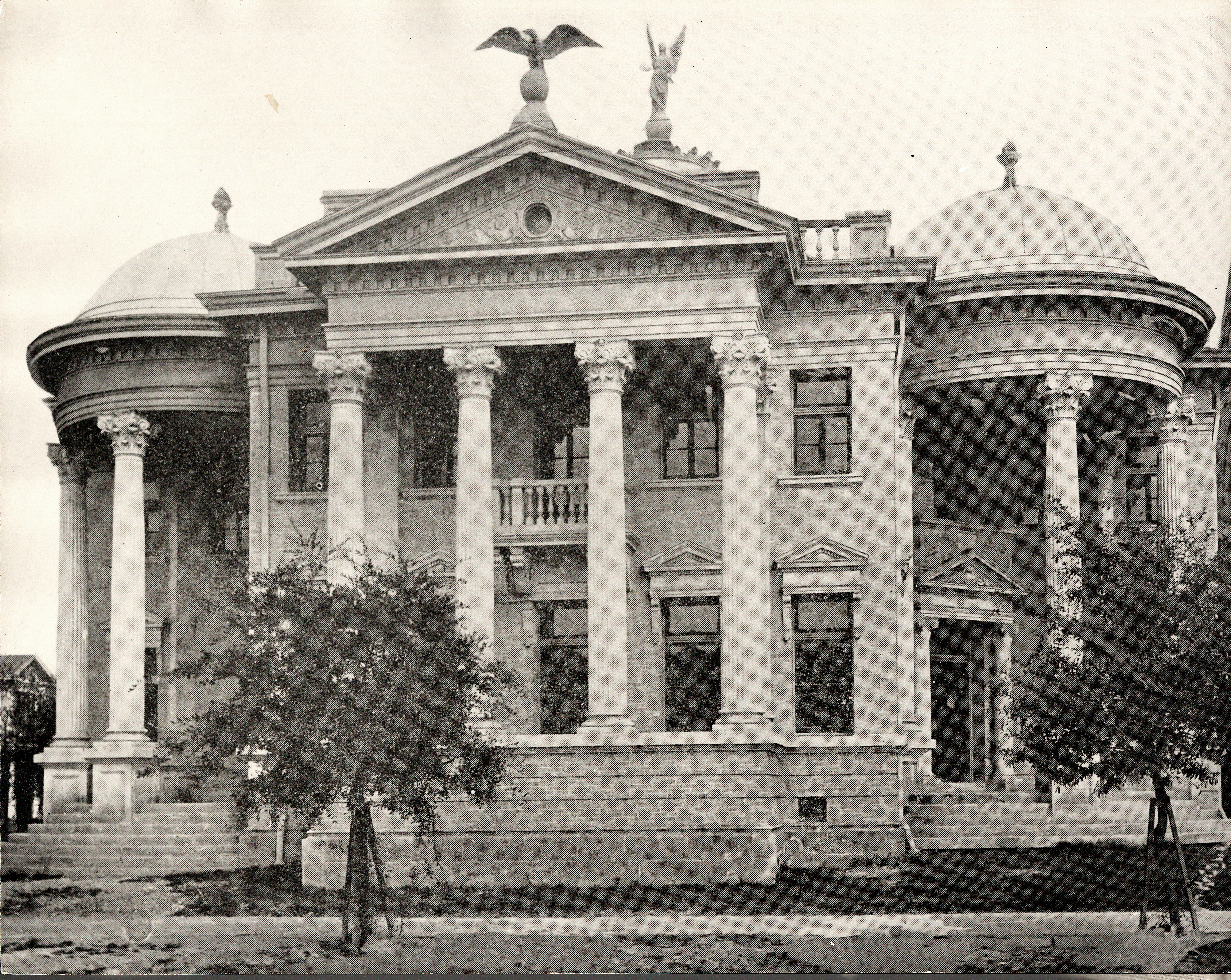
Carnegie könyvtár Houstonban

A könyvtáralapítót azonban nem csak a filantrópia, hanem komoly üzleti érzék is jellemezte. Carnegie a könyvtárak fenntartását a helyi közösségektől várta el, ragaszkodott ahhoz az elvéhez, hogy azoknak kell segíteni, akik magukon is akarnak segíteni. A könyvtár alapítás egyik feltétele az volt, hogy az épület elkészülte után évente biztosítsa a város az építési költségek 10%-át, amiből fenn tudják tartani az intézményt. Ezen kívül a városnak kellett ingyenesen biztosítania az építkezésre alkalmas telket is. További kikötés volt, mindenki számára minden szolgáltatás ingyenes lesz.
A Carnegie könyvtárépületek finanszírozására az igények levelekben fogalmazódtak meg. Az Amerikai Könyvtáros Egyesület (ALA) felvállalta a mediátor szerepét támogató és támogatott között. Előfordult, hogy a könyvtárral együtt más funkciót – éttermet, játéktermet,– is betöltő épületet szerettek volna létrehozni. Természetesen ezeket a kérvényeket mind elutasították.
1908-ig, azok a közösségek, amelyek elégedettek voltak az alapítvány építési és karbantartási feltételeivel, belátásuk szerint építhettek fel könyvtáraikat. 1911-től azonban csak Carnegie titkára James Bertram által javasolt terv (Notes on Library Bilding - Kötelezvény könyvtár épülethez) alapján lehetett Carnegie könyvtárat építeni. A szabályozás magában foglalta, hogy az épület rendelkezzen egy 9-10 láb magas és a föld alatt 4 láb mélyen fekvő alagsorral a raktár, az előadóterem, a mellékhelyiség számára, valamint legyen külön egy felnőtt és egy gyerek olvasó terem az épület két oldalán, a kettő között pedig a kölcsönzői pult foglaljon helyet.
Külön kiemelendő az akkoriban modernnek számító szabadpolcos rendszer, mely ezeket a könyvtárakat jellemezte. Így a visszahúzódóbb és kevésbé művelt olvasók is bátrabban használhatták, hiszen nem kellett a könyvtároshoz fordulniuk, hanem saját maguk válogathattak kedvükre az elérhető könyvek között.
A legtöbb könyvtár épületet számos egyedi stílusban építették, mint például historizmus, itáliai reneszánsz, barokk, klasszikus, spanyol gyarmati és skót főúri (Dunfermline-ban). A 20. század elejére a Carnegie könyvtárak több száz amerikai kis közösség legimpozánsabb építményének számítottak.

## A könyvtárak finanszírozása

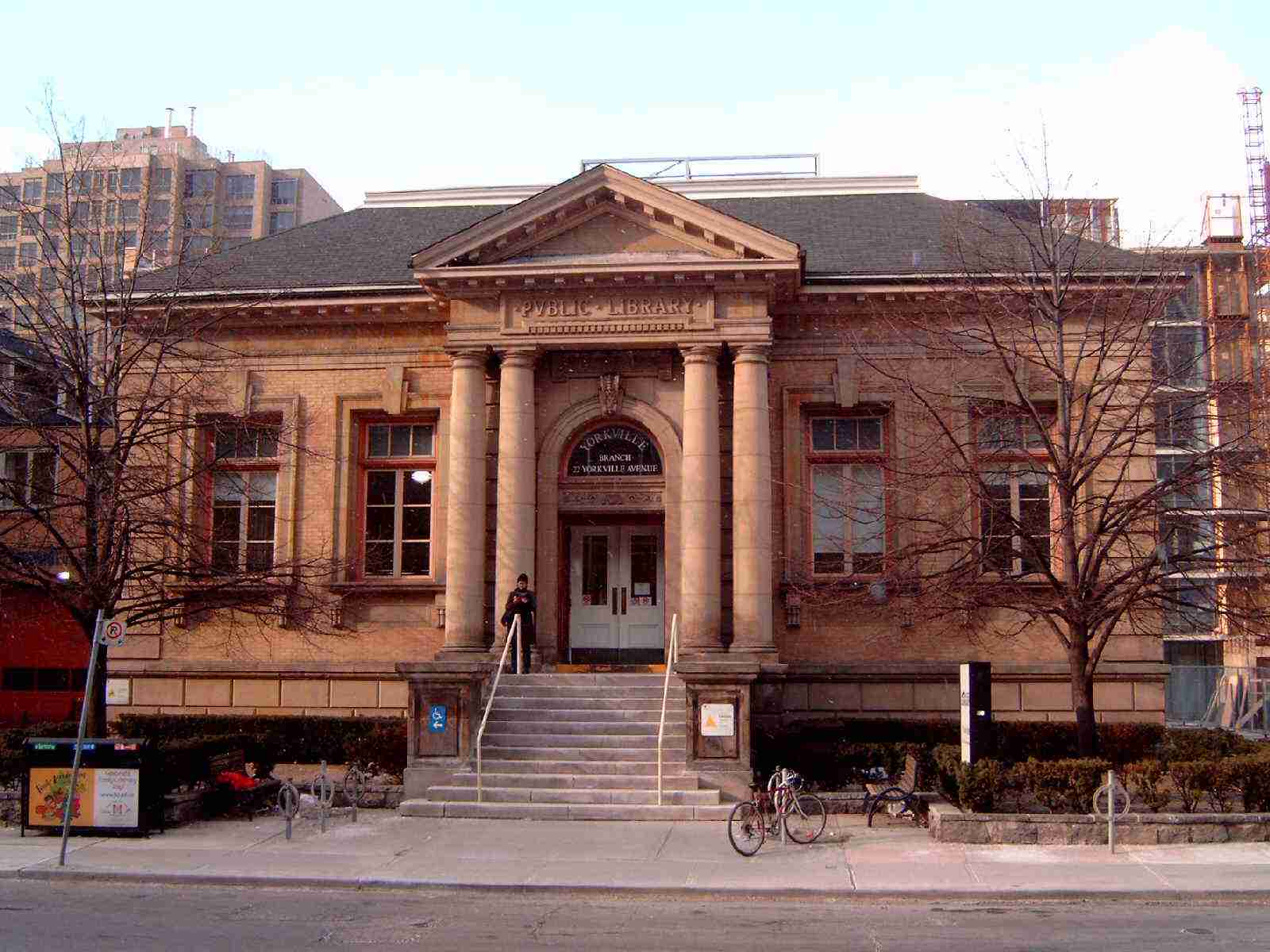
Carnegie könyvtár Yorkville-ban

1911-ben Carnegie összesen nyolc olyan szervezetet hozott létre, melyeken keresztül több mint 43 millió dollárt szánt könyvtárépületekre. A támogatás elnyeréséhez a Carnegie alapítvány képviselői által összeállított kérdőívet kellett kitölteni. A kérdőívben szerepelt többek közt a város neve, népessége, könyvtár(ak) száma, dokumentumok száma, előző évi kölcsönzések száma stb. Carnegie egy-egy épület teljes támogatását területi és éves megosztásban, a lakosság számával arányosan adta, kíváncsi volt arra is továbbá, hogy mennyien használnák a könyvtárat, ha megépülne, és hogy képes-e a közösség  az adóiból évente megfelelő összeggel támogatni a fenntartását. A kérelmek elbírálása szigorú és igazságos volt, az elvárásaiból csak nagyon indokolt esetben engedett. Carnegie folyamatos beszámolót kért az ügyek állásáról, a számlákat be kellett mutatni, minden anyagi költséggel el kellett számolni. Ha a lakosság megnövekedett száma indokolta, nem tagadta meg a támogatást, elsősorban fiókkönyvtárak építésének adott prioritást. 

„Úgy gondoljuk, hogy a fiókkönyvtárak mindenekfelett a legnépszerűbb intézmények … és azt gondolom, hogy a leghasznosabbak is.”

## A Carnegie örökség

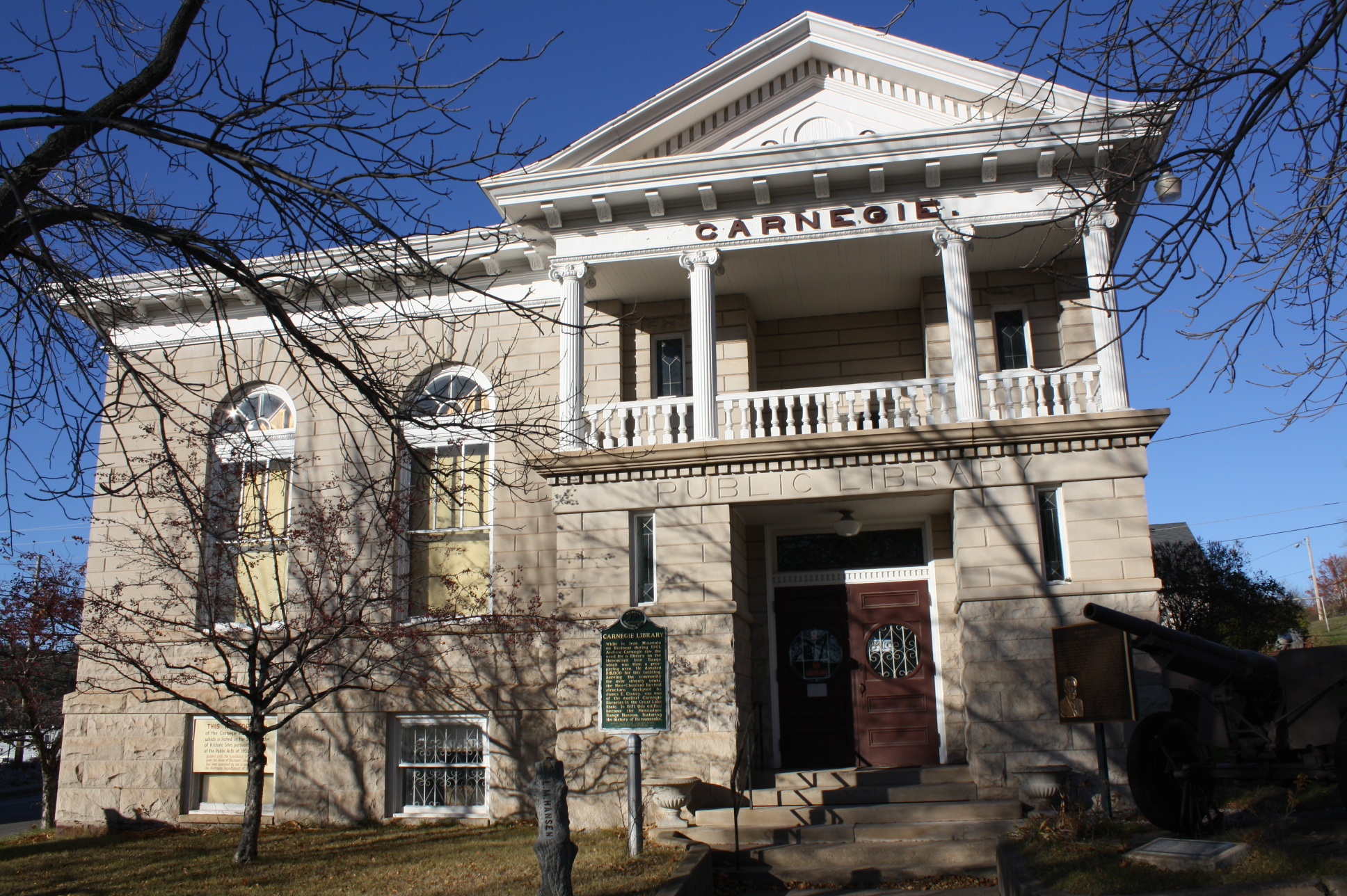
Carnegie könyvtár, Iron Mountain, Michigan

Carnegie jótékonysági törekvése a könyvtárügy területén a korban a legoptimálisabb időben fejtette ki hatását. Felajánlása az Egyesült Államokat a városfejlesztés és a könyvtári expanzió csúcsán érte. 1890-ben sok állam aktív szerepet vállalt a nyilvános könyvtárak megalapításának megszervezésében, valamint az elkészülő épületekre is hatalmas szükség volt a korban. Egy, a ’’School of Information and Library Studies at the State University at Buffalo” által 1992-ben készült felmérés szerint az 1681 eredeti épületből 1554 még mindig létezik az Egyesült Államokban, ebből 911-et könyvtárként használnak. Az épületek közül 270 nem változott, 286 időközben kibővült, és 175-öt átalakítottak. További 240-et már lebontottak, míg a többit egyéb közösségi célokra alakították át. Az Egyesült Államokban a Carnegie könyvtárak többsége már szerepel a történelmi emlékhelyek nemzeti listáján, függetlenül jelenlegi használatuktól. Ezek közül az első, a Braddockban lévő, 2012 óta része a nemzeti történelmi emlékműveknek.

## Jegyzetek

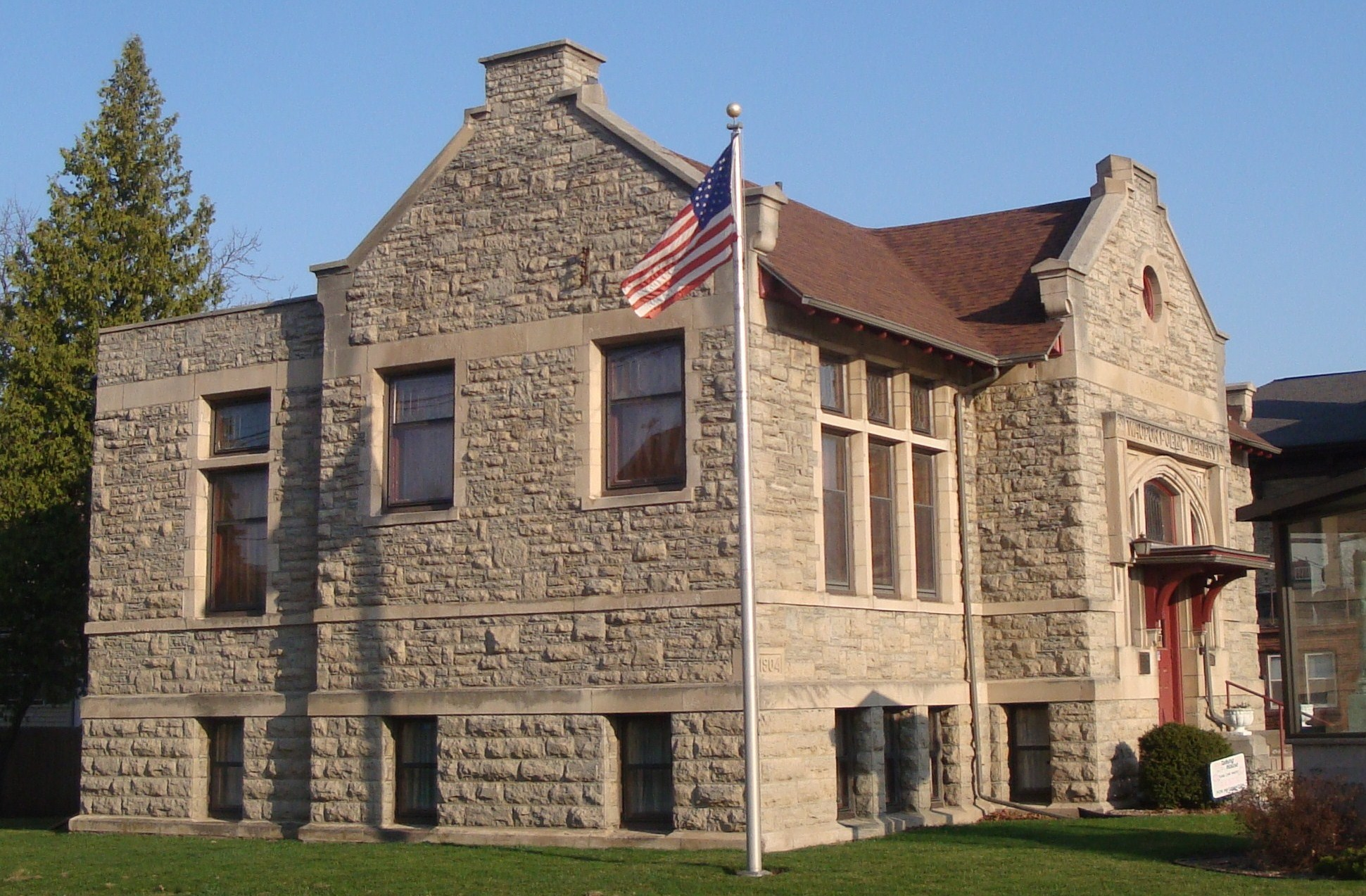
Carnegie könyvtár, Waupun, Wisconsin

## Források

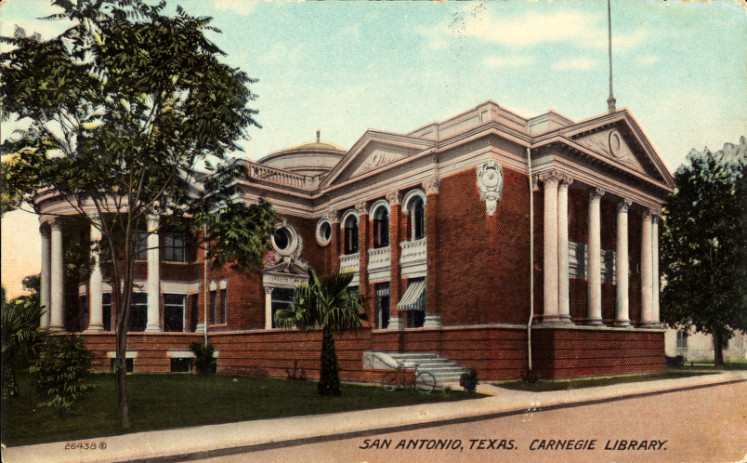
Carnegie könyvtár, San Antonio, Texas